# Premier League Malti 1922-1923
Il campionato era formato da sei squadre e lo Sliema Wanderers vinse il titolo.

## Classifica finale
| Pos. | Squadra              | G | V | N | P | GF | GS | Punti |
| ---- | -------------------- | - | - | - | - | -- | -- | ----- |
| 1    | Sliema Wanderers     | 5 | 5 | 0 | 0 | 10 | 1  | 10    |
| 2    | Floriana             | 5 | 4 | 0 | 1 | 13 | 1  | 8     |
| 3    | Sliema Rangers       | 5 | 2 | 1 | 2 | 3  | 5  | 5     |
| 4    | Ħamrun Spartans F.C. | 5 | 2 | 0 | 3 | 2  | 6  | 4     |
| 5    | Vittoriosa Rovers    | 5 | 1 | 1 | 3 | 3  | 9  | 3     |
| 6    | Valletta United      | 5 | 0 | 0 | 5 | 1  | 10 | 0     |